# Mercenaries: Playground of Destruction
Mercenaries: Playground of Destruction is een third person shooter computerspel ontwikkeld door Pandemic Studios en uitgegeven op 18 februari 2005 in Europa door LucasArts.
In dit spel is het de bedoeling om het deck of 52 (stapel kaarten van 52) in te rekenen of te vermoorden. Hierbij wordt men geholpen door het Chinese Volksleger, het Zuid-Koreaanse leger, het Amerikaanse leger en de Russische maffia. Het kaartspel symboliseert de 52 kopstukken uit het Noord-Koreaanse leger. Het is zaak deze vier facties te vriend te houden.

## Ontvangst
Het spel werd positief ontvangen:
| Beoordeeld door   | Jaar | Platform      | Score |
| ----------------- | ---- | ------------- | ----- |
| UOL Jogos         | 2005 | PlayStation 2 | 100%  |
| Adventure Lantern | 2006 | PlayStation 2 | 95%   |
| IGN               | 2005 | Xbox          | 91%   |
| games xtreme      | 2005 | PlayStation 2 | 90%   |
| GameSpot          | 2005 | Xbox          | 88%   |
| 4Players.de       | 2005 | Xbox          | 86%   |
| Extreme Gamer     | 2005 | Xbox          | 85%   |
| videogamer.com    | 2005 | Xbox          | 80%   |
| GMR               | 2005 | PlayStation 2 | 80%   |
| Gamekult          | 2005 | Xbox          | 70%   |